# HŠK Zrinski-Frankopan Đakovo
HŠK Zrinski-Frankopan bio je nogometni klub iz grada Đakova. 

## Povijest
Malo je tragova ostalo o njemu. Predratni tisak ga ne spominje. Vjerojatno je djelovao uoči izbijanja Prvoga svjetskog rata djelovao, ili se je tek spremao djelovati. Nema tragova u za sad dostupnoj građi između dvaju svjetskih ratova. Postojanje spominje športski pisac Stjepan Rechner u člankom u kojem se je bavio nogometom u Đakovu između dva svjetska rata. Trag postojanja kluba ili barem priprema osnivanja kluba je klupska značka s imenom HŠK Zrinski-Frankopan izrađena u Beču, u najvećoj i najpoznatijoj austro-ugarskoj tvornici za izradu značaka kod Belade, što sugerira da je klub bio ili trebao biti osnovan prije Prvoga svjetskog rata.